# Adolph Eduard Grube
Adolph Eduard Grube, född den 18 maj 1812 i Königsberg (nuvarande Kaliningrad), död den 23 juni 1880 i Breslau, var en tysk zoolog.

Grube arbetade med flera djurgrupper, men var särskilt intresserad av havsborstmaskar. År 1837 lade han fram sin avhandling vid universitetet i Königsberg. Under åren 1843-1856 var han professor i zoologi vid Dorpats kejserliga universitet, därefter vid universitetet i Breslau. Han var en av de första som vetenskapligt beskrev Adriatiska havets fauna.